# 岡山県道193号美袋停車場線
岡山県道193号美袋停車場線（おかやまけんどう193ごう みなぎていしゃじょうせん）は、岡山県総社市を通る一般県道である。

## 概要
JR西日本伯備線美袋駅と国道180号を結ぶ。

### 路線データ
- 起点：岡山県総社市美袋（美袋駅前）
- 終点：岡山県総社市美袋（国道180号交点）
- 総延長：633 m[要出典]
- 実延長：0.3 km [注釈 1][1]

## 地理

### 通過する自治体
- 岡山県
  - 総社市

### 交差する道路
| 交差する道路 | 交差する場所 | 交差する場所 |
| ------------ | ------------ | ------------ |
| 国道180号    | 美袋         | 終点         |

### 沿線
- JR西日本伯備線
  - 美袋駅
- 総社市立昭和小学校
- 一級河川高梁川水系
  - 高梁川